# Лицето на отмъщението
„Лицето на отмъщението“ (на испански: El rostro de la venganza) е испаноезична теленовела създадена през 2012 година от Телемундо.

## История
Диего Меркадер (Давид Чокаро) e тридесетгодишен мъж затворен в психиатрична клиника към затвор в Ню Йорк след скандал в който е забъркан, когато е бил едва на 10 години. Той е човек, който не говори много и има спокоен темперамент. Антония Вияроел (Марица Родригес) е млада психиатърка, която е убедена, че Диего е готов да излезе на свобода. С подкрепата на банкера Есекиел Алварадо (Саул Лисасо) тя успява да убеди съдията, че Диего не е опасен за хората и го изкарва от психиатрията.
Той е внедрен в семейство с името Мартин Мендес и с новата си самоличност започва до търси виновниците за трагедията лишила го от свобода като дете.

## Актьори
- Марлене Фавела – Алисия Ферер/Ева Саманиего
- Марица Родригес – Антония Вияроел
- Давид Чокаро – Диего Меркадер/Мартин Мендес
- Елизабет Гутиерес – Мариана Сан Лукас
- Саул Лисасо – Есекиел Алварадо
- Кимбърли дос Рамос – Катерина Алварадо
- Жаклин Маркес – Таня Стуардо
- Хосе Гилермо Кортинес – Алекс Малдонадо
- Фелисия Меркадо – Валерия Саманиего
- Роберто Матеос – Федерико Саманиего
- Уанда Д'Исидоро – Вероника Баеса
- Синтия Олавария – Диана Меркадер
- Ребека Манрикес – Соня Кастро
- Едуардо Серано – Хуан Меркадер
- Хорхе Едуардо Гарсия – Хуанито Меркадер/Диего Меркадер (като дете)
- Джонатан Ислас – Лусиано Алварадо
- Рафаел Леон – Маркос Алварадо
- Чела Ареас – Елиана Алварадо
- Палома Маркес – Наталия Гарсия
- Кристиан Карабиас – Омар Меркадер
- Родриго де ла Роса – Виктор Лейтон

## Награди
| Теленовела на годината              | Лицето на отмъщението                                                                         | Номиниран |
| Любим главен герой                  | Давид Чокаро                                                                                  | Номиниран |
| Любима главна героиня               | Марлене Фавела                                                                                | Номиниран |
| Най-добра злодейка                  | Марлене Фавела                                                                                | Номиниран |
| Най-добра актриса в поддържаща роля | Кимбърли дос Рамос Синтия Олавария Палома Маркес                                              | Победител |
| Най-добър актьор в поддържаща роля  | Хосе Гилермо Кортинес                                                                         | Номиниран |
| Перфектна двойка                    | Марлене Фавела и Давид Чокаро Синтия Олавария и Джонатан Ислас Давид Чокаро и Марица Родригес | Номиниран |
| Заслужила актриса                   | Фелисия Меркадо Чела Ариас Ребека Манрикес                                                    | Номиниран |
| Заслужил актьор                     | Саул Лисасо                                                                                   | Победител |

## Излъчване в България
Теленовелата стартира на 5 октомври, 2015 г. по румънския канал DIVA. Излъчва се всяка делнична вечер от 20 часа. Преведена е с български субтитри.